# Jacques Desallangre
Jacques Desallangre (ur. 6 września 1935 w Châlons-en-Champagne, zm. 17 stycznia 2020) – francuski polityk, deputowany, członek Partii Lewicy, z zawodu dziennikarz sportowy.

## Kariera polityczna
W latach 1983–2009, Desallangre był merem miasta Tergnier w departamencie Aisne. W 1997 roku został mianowany na deputowanego do Zgromadzenia Narodowego z ramienia Ruchu Obywatelskiego i Republikańskiego. 16 czerwca 2007 roku został wybrany po raz trzeci z rzędu na kolejną kadencję francuskiego parlamentu, reprezentując okręg wyborczy Aisne.
W listopadzie 2008 roku dołączył do nowo powstałej Partii Lewicy.